# Giro d'Italia 1963
Il Giro d'Italia 1963, quarantaseiesima edizione della "Corsa Rosa", si svolse in ventuno tappe dal 19 maggio al 9 giugno 1963, per un percorso totale di 4 063 km. Fu vinto da Franco Balmamion.
Balmamion s'impose per il secondo anno consecutivo senza vincere nemmeno una tappa, sfruttando le sue qualità di grande regolarista. Cinque vittorie di tappa (di cui quattro consecutive) per il giovane abruzzese Vito Taccone. Per la prima volta il Giro partì da Napoli.

## Tappe
| Tappa  | Data      | Percorso                              | km    | Vincitore di tappa   | Leader cl. generale |
| ------ | --------- | ------------------------------------- | ----- | -------------------- | ------------------- |
| 1ª     | 19 maggio | Napoli > Potenza                      | 182   | Vittorio Adorni      | Vittorio Adorni     |
| 2ª     | 20 maggio | Potenza > Bari                        | 185   | Pierino Baffi        | Vittorio Adorni     |
| 3ª     | 21 maggio | Bari > Campobasso                     | 252   | Jaime Alomar         | Vittorio Adorni     |
| 4ª     | 22 maggio | Campobasso > Pescara                  | 213   | Guido Carlesi        | Diego Ronchini      |
| 5ª     | 23 maggio | Pescara > Viterbo                     | 263   | Vendramino Bariviera | Diego Ronchini      |
| 6ª     | 24 maggio | Bolsena > Arezzo                      | 192   | Vendramino Bariviera | Diego Ronchini      |
| 7ª     | 25 maggio | Arezzo > Riolo Terme                  | 173   | Nino Defilippis      | Diego Ronchini      |
| 8ª     | 26 maggio | Riolo Terme > Salsomaggiore Terme     | 203   | Adriano Durante      | Diego Ronchini      |
| 9ª     | 27 maggio | Salsomaggiore Terme > La Spezia       | 173   | Giorgio Zancanaro    | Diego Ronchini      |
| 10ª    | 28 maggio | La Spezia > Asti                      | 225   | Vito Taccone         | Diego Ronchini      |
| 11ª    | 29 maggio | Asti > Santuario di Oropa             | 130   | Vito Taccone         | Diego Ronchini      |
| 12ª    | 30 maggio | Biella > Leukerbad (CHE)              | 214   | Vito Taccone         | Franco Balmamion    |
| 13ª    | 31 maggio | Leukerbad (CHE) > Saint-Vincent       | 152   | Vito Taccone         | Franco Balmamion    |
| 14ª    | 1º giugno | Saint-Vincent > Cremona               | 260   | Marino Vigna         | Franco Balmamion    |
| 15ª    | 2 giugno  | Mantova > Treviso                     | 155   | Franco Magnani       | Franco Balmamion    |
|        | 3 giugno  | giorno di riposo                      |       |                      |                     |
| 16ª    | 4 giugno  | Treviso > Treviso (cron. individuale) | 56    | Vittorio Adorni      | Diego Ronchini      |
| 17ª    | 5 giugno  | Treviso > Gorizia                     | 213   | Vendramino Bariviera | Diego Ronchini      |
| 18ª    | 6 giugno  | Gorizia > Belluno Nevegal             | 248   | Arnaldo Pambianco    | Vittorio Adorni     |
| 19ª    | 7 giugno  | Belluno > Moena                       | 198   | Vito Taccone         | Franco Balmamion    |
| 20ª    | 8 giugno  | Moena > Lumezzane                     | 240   | Guido Carlesi        | Franco Balmamion    |
| 21ª    | 9 giugno  | Brescia > Milano                      | 136   | Antonio Bailetti     | Franco Balmamion    |
| Totale | Totale    | Totale                                | 4 063 |                      |                     |

## Squadre e corridori partecipanti
| N.    | Cod. | Squadra         |
| ----- | ---- | --------------- |
| 1-10  | CAR  | Carpano         |
| 11-20 | CIT  | Cite            |
| 21-30 | CYN  | Cynar           |
| 31-40 | GAZ  | Gazzola         |
| 41-50 | LIB  | G.B.C.-Libertas |
| 51-60 | IBA  | IBAC            |

| N.      | Cod. | Squadra              |
| ------- | ---- | -------------------- |
| 61-70   | LEG  | Legnano              |
| 71-80   | LYG  | Lygie                |
| 81-90   | MOL  | Molteni              |
| 91-100  | SAL  | Salvarani            |
| 101-110 | SNP  | San Pellegrino Sport |
| 111-120 | SPR  | Springoil-Fuchs      |

## Classifiche della corsa

### Classifica generale - Maglia rosa
| Pos. | Corridore           | Squadra   | Tempo      |
| ---- | ------------------- | --------- | ---------- |
| 1    | Franco Balmamion    | Carpano   | 116h50'16" |
| 2    | Vittorio Adorni     | Cynar     | a 2'24"    |
| 3    | Giorgio Zancanaro   | San Pell. | a 3'15"    |
| 4    | Guido De Rosso      | Molteni   | a 6'34"    |
| 5    | Diego Ronchini      | Salvarani | a 10'11"   |
| 6    | Vito Taccone        | Lygie     | a 11'50"   |
| 7    | Imerio Massignan    | Legnano   | a 16'52"   |
| 8    | Guido Carlesi       | Molteni   | a 17'08"   |
| 9    | Graziano Battistini | IBAC      | a 23'38"   |
| 10   | Carlo Brugnami      | Gazzola   | a 25'36"   |

### Classifica scalatori
| Pos. | Corridore         | Squadra        | Punti |
| ---- | ----------------- | -------------- | ----- |
| 1    | Vito Taccone      | Lygie          | 520   |
| 2    | Giorgio Zancanaro | San Pellegrino | 120   |
| 3    | Franco Bitossi    | Springoil      | 100   |

### Classifica squadre
| Pos. | Squadra | Punti |
| ---- | ------- | ----- |
| 1    | Carpano |       |
| 2    | Lygie   |       |
| 3    | Cynar   |       |